# Combe Martin

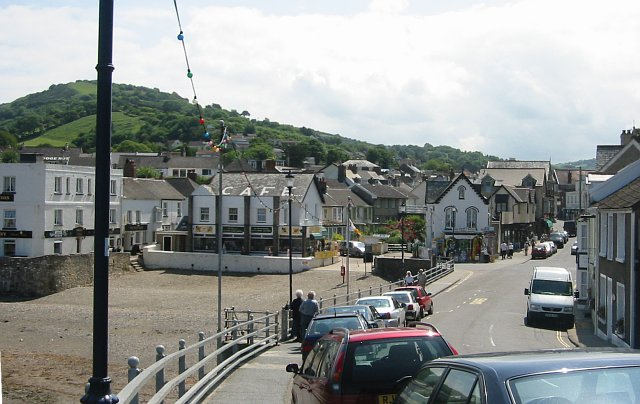
Combe Martin od strony morza

Combe Martin – wieś w hrabstwie Devon w Anglii położona na skraju Parku Narodowego Exmoor nad Kanałem Bristolskim. Na wschód od wsi znajduje się Hangman - najwyższy klif lądowej Wielkiej Brytanii. W 2001 wieś zamieszkiwało 2650 mieszkańców.

## Turystyka
Wieś jest nadmorskim kurortem z plażą i bazą hotelową. Przez Combe Martin przebiega South West Coast Path. We wsi znajduje się miniaturowe zoo Wildlife and Dinosaur Park.